# Tuberolabium candidum
Tuberolabium candidum är en orkidéart som beskrevs av P.O'byrne. Tuberolabium candidum ingår i släktet Tuberolabium och familjen orkidéer.
Artens utbredningsområde är Sulawesi. Inga underarter finns listade i Catalogue of Life.